# Pari de Pascal
Pour les articles homonymes, voir Pari et Pascal.

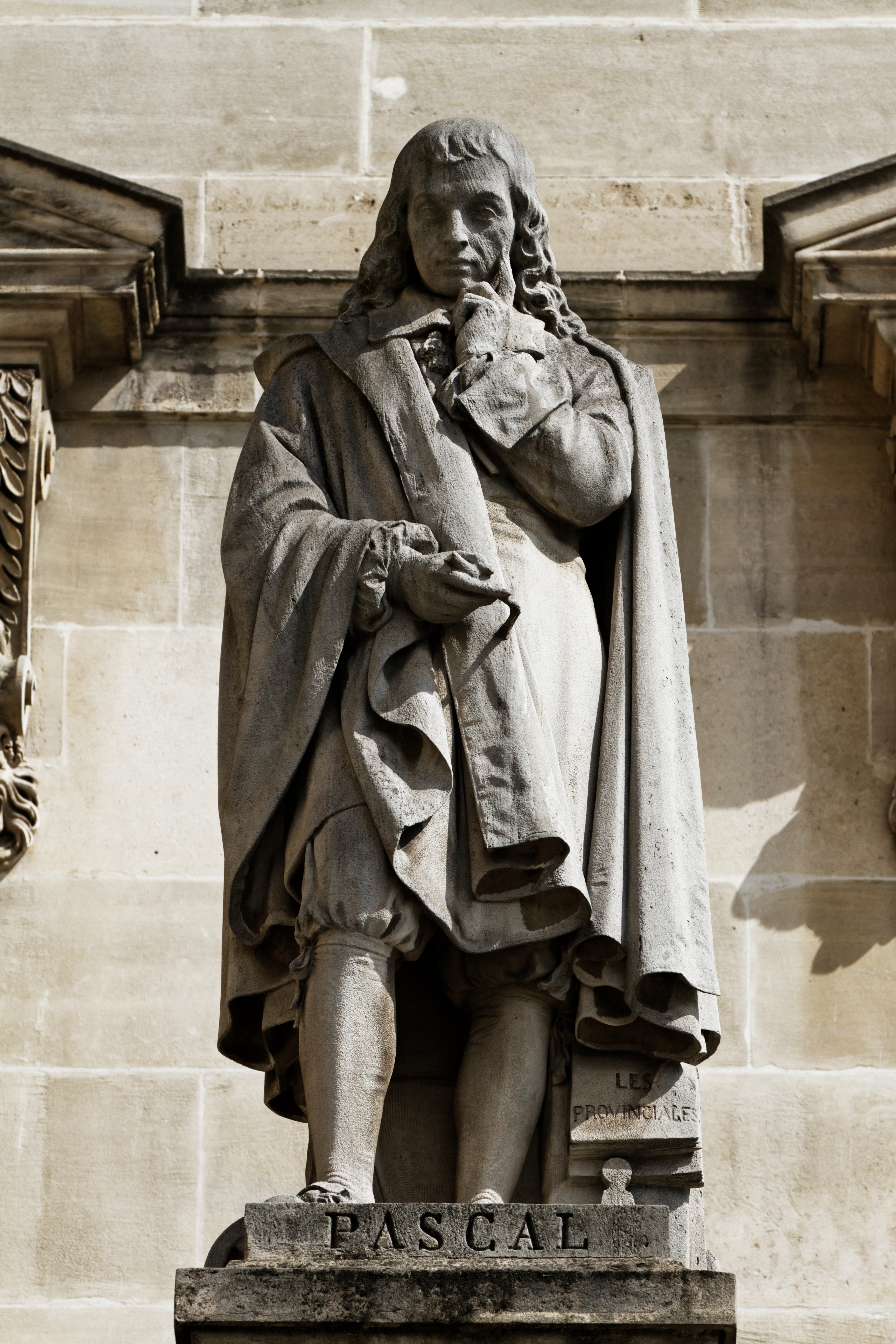
Blaise Pascal (1623-1662) sur la façade du palais du Louvre de Paris.

Le pari de Pascal est une argumentation philosophique de Blaise Pascal, philosophe, mathématicien et physicien français du XVIIe siècle. Pascal tente de persuader, qu'à défaut de pouvoir démontrer l'existence ou la non existence de Dieu (le Dieu chrétien), une personne rationnelle a tout intérêt à croire en Dieu, qu'il existe ou non. En effet, dans la probabilité que Dieu n’existe pas, le croyant et le non-croyant ne perdent rien ou presque. Par contre, si Dieu existe, le croyant gagne l'immortalité et le paradis, tandis que le non-croyant athéiste prend le risque d'une condamnation à l'enfer pour l'éternité,.
Le texte original du pari se trouve dans un fragment (Lafuma 418 -  Brunschvicg 233) de ses Pensées, un ouvrage posthume inachevé consacré à la défense de la religion chrétienne contre les sceptiques et les libres-penseurs.

## Extrait desPensées
« — Examinons donc ce point, et disons : « Dieu est, ou il n'est pas. » Mais de quel côté pencherons-nous ? La raison n'y peut rien déterminer : il y a un chaos infini qui nous sépare. Il se joue un jeu, à l'extrémité de cette distance infinie, où il arrivera croix ou pile. Que gagerez-vous ? Par raison, vous ne pouvez faire ni l'un ni l'autre; par raison, vous ne pouvez défaire nul des deux.
Ne blâmez donc pas de fausseté ceux qui ont pris un choix ; car vous n'en savez rien.
— Non ; mais je les blâmerai d'avoir fait, non ce choix, mais un choix; car, encore que celui qui prend croix et l'autre soient en pareille faute, ils sont tous deux en faute : le juste est de ne point parier.
— Oui, mais il faut parier ; cela n'est pas volontaire, vous êtes embarqué. Lequel prendrez-vous donc ? Voyons. Puisqu'il faut choisir, voyons ce qui vous intéresse le moins. (...). Votre raison n'est pas plus blessée, en choisissant l'un que l'autre, puisqu'il faut nécessairement choisir. Voilà un point vidé. Mais votre béatitude ? Pesons le gain et la perte, en prenant croix que Dieu est. Estimons ces deux cas : si vous gagnez, vous gagnez tout; si vous perdez, vous ne perdez rien. Gagez donc qu'il est, sans hésiter. »

— Blaise Pascal, Pensées, fragment 397 (édition Le Guern).

## Explications
Selon Pascal, même dans l’hypothèse où nous n’aurions pas de raisons de croire que Dieu existe vraiment,  nous aurions intérêt à y croire. En effet, si Dieu n’existe pas, le croyant et le non-croyant ne perdent presque rien. Par contre, si Dieu existe, le croyant gagne tout, c'est-à-dire le paradis tandis que le non-croyant va en enfer pour l'éternité. Il est donc plus avantageux de croire en Dieu,.

### Présentation sous forme d'un tableau
Les gains et les pertes possibles peuvent aussi se représenter sous forme d'un tableau,:
1. Si vous pariez sur l'existence de Dieu et que Dieu n'existe pas, vous expérimentez une perte (pour les athées, contraints de respecter une morale religieuse) ou un gain (pour les théistes, trouvant un réconfort dans la religion), dans les deux cas finis.
2. Si vous pariez sur l'existence de Dieu et que Dieu existe, votre gain est infini. Vous vivez un bonheur éternel au paradis.
3. Si vous pariez contre l'existence de Dieu et que Dieu n'existe pas vous obtenez une perte ou un gain fini inverse de celui du 1, selon qu'on est athée ou théiste.
4. Si vous pariez contre l'existence de Dieu et que Dieu existe, votre perte est infinie. Vous êtes enfermé pour l'éternité en enfer.

|                                       | Dieu existe                                           | Dieu n'existe pas                                                      |
| Vous pariez sur l'existence de Dieu   | Vous allez au paradis = vous gagnez indéfiniment (+∞) | Vous retournez au néant = vous subissez une perte ou un gain fini (f1) |
| Vous pariez sur l'inexistence de Dieu | Vous brûlez en enfer = vous perdez indéfiniment (−∞)  | Vous retournez au néant = vous obtenez un gain ou une perte finie (f2) |

## Critiques du pari

### Le pari peut déplaire à Dieu
Il faut aussi considérer que l'avantage personnel est une raison de croire en Dieu qui peut se retourner contre le parieur. En effet, Dieu, étant par hypothèse omniscient, saura si le parieur a mené la vie d'un croyant par intérêt. Il est alors possible qu'il considère la motivation du parieur comme inadaptée et qu'il décide de le punir par la damnation éternelle plutôt que de le récompenser par la béatitude éternelle. Il faut cependant noter que Pascal avait conscience du problème et qu'il considérait son pari comme permettant de réaliser un premier pas vers une foi plus authentique. L'argument du pari avait pour but, non pas de convaincre le lecteur d'opter pour la religion chrétienne, mais plutôt d'occasionner en lui une prise de conscience afin qu'il se libère de l'emprise qu'ont sur lui ses habitudes terrestres.
Comme l’indique Laurent Thirouin, professeur émérite de littérature française du XVIIème siècle, dans un article de la revue Ornicar?,  : « Le rappel insistant de la mort ne doit pas être interprété selon des accents stoïciens. Il ne s’agit pas « d’apprendre à mourir » tout au long de son existence, comme nous y invite l’essai de Montaigne, mais de tenir compte des certitudes et des incertitudes. C’est chez Pascal une pensée de mathématicien bien autant que de philosophe. »

### Objection des dieux multiples
Pascal semble supposer qu'il n'existe qu'un seul Dieu, le Dieu catholique. Le problème semble être qu'il existe ou qu'il a existé de multiples conceptions de Dieu et que la probabilité de leur existence ne peut pas être négligée dans le cadre du pari. La question se pose alors de savoir comment on doit parier. Il semble à première vue rationnel de croire en tous les dieux. Mais cela est impossible car de nombreuses religions exigent justement de ne pas croire en d'autres dieux. Diderot exprime succinctement l'argument en écrivant : « Pascal a dit: " Si votre religion est fausse, vous ne risquez rien à la croire vraie ; si elle est vraie, vous risquez tout à la croire fausse". Donc, si vous croyez vraie une religion qui est fausse, vous croyez fausses les autres dont une pourrait être vraie, le pari est donc toujours perdant et Pascal avait tort. »

### La croyance n'est pas un acte volontaire
Il peut être argumenté que croire ou ne pas croire ne sont pas des choix qui nous appartiennent. Il n'est pas certain qu'il soit possible d'adopter une croyance simplement parce que nous décidons de l'adopter. Si l'on nous offre 1 000 euros pour croire que le ciel est vert, il semble peu probable que nous puissions adopter cette croyance simplement car c'est dans notre intérêt. En conséquence, on pourrait argumenter que le pari de Pascal ne permet pas de nous motiver à croire en Dieu, car croire en Dieu n'est pas un acte volontaire.

### Inversion du pari
Le marquis de Sade suggère d’inverser le pari. Dans le roman Eugénie de Franval,  Franval préconise de ne pas faire l’éducation religieuse de sa fille :

« […] si on lui cache avec soin ces maximes, elle ne saurait être malheureuse; car si elles sont vraies, l’Être Suprême est trop juste pour la punir de son ignorance, et si elles sont fausses, quelle nécessité y a-t-il de lui en parler? »

## Dans la littérature
- Jacques Prévert, Les paris stupides (poème) : « Les paris stupides - Un certain Blaise Pascal, etc, etc… »

## Télévision
- 1971 : Blaise Pascal (téléfilm), de Roberto Rossellini, avec Pierre Arditi dans le rôle de Blaise Pascal[9].